# Excellence 1947-1948
La Excellence 1947-1948 è stata la 26ª edizione del massimo campionato francese di pallacanestro maschile. La vittoria finale è stata ad appannaggio dell'UA Marsiglia.

## Risultati

### Fase a gironi

#### Gruppo A
|    | Squadra             | P.ti |
| -- | ------------------- | ---- |
| 1. | P.U.C.              | 8    |
| 2. | Hirondelle Coutures | 7    |
| 3. | USC Rochelais       | 6    |
| 4. | CAPO Limoges        | 3    |

#### Gruppo B
|    | Squadra          | P.ti |
| -- | ---------------- | ---- |
| 1. | Championnet      | 9    |
| 2. | Auboué           | 7    |
| 3. | US Pont-l'Évêque | 5    |
| 4. | JDA Ménilmontant | 2    |

#### Gruppo C
|    | Squadra            | P.ti |
| -- | ------------------ | ---- |
| 1. | Monaco             | 9    |
| 2. | Clermont-Ferrand   | 7    |
| 3. | R.C. de France     | 5    |
| 4. | AS Saint-Hippolyte | 2    |

#### Gruppo D
|    | Squadra        | P.ti |
| -- | -------------- | ---- |
| 1. | UA Marsiglia   | 9    |
| 2. | Stade français | 7    |
| 3. | Montbrison     | 5    |
| 4. | US Métro       | 2    |

### Fase finale
|  | Semifinali   | Semifinali   | Semifinali  |             |              | Finale       | Finale | Finale |  |
|  |              |              |             |             |              |              |        |        |  |
|  | UA Marsiglia | UA Marsiglia | 41          |             |              |              |        |        |  |
|  | UA Marsiglia | UA Marsiglia | 41          |             |              |              |        |        |  |
|  | Monaco       | Monaco       | 29          |             |              |              |        |        |  |
|  | Monaco       | Monaco       | 29          |             | UA Marsiglia | UA Marsiglia | 40     |        |  |
|  |              |              |             |             | UA Marsiglia | UA Marsiglia | 40     |        |  |
|  |              |              | Championnet | Championnet | 29           |              |        |        |  |
|  | P.U.C.       | P.U.C.       | Championnet | Championnet | 29           | 32           |        |        |  |
|  | P.U.C.       | P.U.C.       |             |             |              |              |        |        |  |
|  | Championnet  | Championnet  | 36          |             |              |              |        |        |  |

| Excellence 1947-1948   |
| ---------------------- |
| UA Marsiglia 1º titolo |

## Formazione vincitrice
| N° | Naz.                | Ruolo | Sportivo         |  | Alt. |  |
| -- | ------------------- | ----- | ---------------- |  | ---- |  |
|    | Francia (bandiera)  | A     | André Buffière   |  | 185  |  |
|    | Francia (bandiera)  | A     | René Chocat      |  | 185  |  |
|    | Francia (bandiera)  |       | Gilbert Carlotti |  |      |  |
|    | Francia (bandiera)  |       | Albert Godail    |  |      |  |
|    | Ungheria (bandiera) | C     | Ferenc Németh    |  |      |  |
|    | Francia (bandiera)  |       | Gesa Racz        |  |      |  |
|    | Francia (bandiera)  |       | Henri Sautarel   |  |      |  |
|    | Francia (bandiera)  | G     | Jean Swidzinski  |  | 178  |  |
|    | Francia (bandiera)  | All.  |                  |  |      |  |